# Węgorzewo Koszalińskie
Węgorzewo Koszalińskie (do 1945 niem. Vangerow) – wieś sołecka w Polsce położona w województwie zachodniopomorskim, w powiecie koszalińskim, w gminie Sianów. W latach 1954–1972 w gromadzie Szczeglino. Według danych z 30 czerwca 2003 r. wieś miała 292 mieszkańców.

## Historia
Nazwa miejscowości wywodzi się od istniejącego przed wiekami płytkiego jeziora, które było miejscem połowu węgorza. Pierwsze wzmianki pochodzą z XIV wieku. W 1339 roku rycerz Piotr Święca z Polanowa zapisał ją na rzecz klasztoru cysterek w Koszalinie. Wieś pozostała własnością zakonu do sekularyzacji ich zakonu w XVI wieku. W połowie XVIII wieku zlikwidowano folwark. Węgorzewo miało wtedy zamieszkiwać 9 kmieci oraz gajowy. W XIX i na początku XX wieku powstała większość istniejących do dziś budynków mieszkalnych oraz gospodarczych.
We wsi zachowały się przykłady budownictwa szachulcowego, najcenniejszymi obiektami tego typu są leśniczówka i chałupa gburska z 1845 r. W części wsi znajdują się pozostałości cmentarza ewangelickiego z pomnikiem mieszkańców poległych podczas I wojny światowej, odnowione w 2011 roku i uzupełnione o lapidarium. Małą neogotycką kaplicę przycmentarną przerobiono w 1985 roku. Rozbudowana służy jako filia kościoła pw. św. Piotra i Pawła. Wyróżnikiem miejscowości jest aleja 106 stuletnich drzew lipowych